# Franck Amsallem
Franck Amsallem (Oran, 25 oktober 1961) is een Frans-Amerikaanse jazzpianist, zanger, arrangeur en componist.

## Biografie
Amsallem is geboren in Algerije, maar groeide op in Nice, Frankrijk.
Amsallem begon op zijn zevende op de piano, later studeerde hij ook klassieke saxofoon, aan het plaatselijke conservatorium. Dankzij het jazzfestival in Nice zag hij grote musici live optreden, zoals Thad Jones, Count Basie, Charles Mingus, Bill Evans, Sonny Stitt en Stan Getz. Hij maakte op veertienjarige leeftijd zijn professionele debuut en tijdens zijn studie aan de middelbare school speelde hij in orkesten aan de Cote d'Azur. Hij verscheen in de documentaire La Leçon de Musique als student van John Lewis. Hij kreeg begin jaren tachtig een beurs om te studeren aan Berklee College of Music, compositie en arrangement. Zijn docenten waren hier Herb Pomeroy (in wiens bigband Amsallem ook actief was) en Michael Gibbs.
Amsallem studeerde daarna aan Manhattan School of Music (compositie, Masters), bij Bob Brookmeyer (1986-1990) en Phillip Kawin (klassieke piano). Hij speelde en werkte samen met Gerry Mulligan, Joe Chambers, Gary Peacock, Bill Stewart, Joshua Redman, Maria Schneider, Jerry Bergonzi, Charles Lloyd, Bobby Watson, Kevin Mahogany, Bob Brookmeyer, Bob Belden, Sonny Fortune, Tim Ries, Gary Bartz, Rick Margitza, Blood, Sweat & Tears en Harry Belafonte.
In 1989 werd Amsallem's compositie "Obstinated" uitgevoerd door het Mel Lewis Jazz Orchestra (tegenwoordig bekend als Vanguard Jazz Orchestra). Sindsdien heeft hij gecomponeerd voor en meegewerkt aan opnames van ensembles: bigband-muziek maar ook crossover-muziek, voor het radioorkest van de WDR, het Orchestre National de jazz (Frankrijk), het Prism Saxophone Quartet en bijvoorbeeld Fulcrum Point, een kamerensemble uit Chicago. Hij heeft gedoceerd en workshops gegeven aan onder andere Roosevelt University en bijvoorbeeld het conservatorium in Den Haag.
Zijn platendebuut kwam begin jaren negentig, het album Out a Day, een plaat met bassist Gary Peacock en drummer Bill Stewart. Hij heeft inmiddels (2017) zo'n tien albums onder eigen naam uitgebracht.
Amsallem keerde in 2002 terug naar Frankrijk, waar hij zich vestigde in Parijs. Hij werkte hier samen met onder andere Stephane Belmondo, Elisabeth Kontomanou en Sara Lazarus.
Amsallem kreeg in 1989 de Fondation de la Vocation Award en in 1990 de ASCAP Award For Young Composer. Tevens kreeg hij een beurs van de National Endowment for the Arts (1990).

## Discografie

### Als leider
- 1992 Out a Day met Gary Peacock en Bill Stewart (OMD)
- 1993 Regards met Tim Ries, Scott Colley en Bill Stewart (Freelance)
- 1996 Is That So met Tim Ries en Leon Parker (Sunnyside)
- 1997 Another Time met Gary Peacock en Bill Stewart (Challenge/A) (reissue Out a Day),
- 1998 Years Gone By met Tim Ries, Riccardo Del Fra en Daniel Humair (Challenge/A)
- 2000 On Second Thought met Tim Ries, Johannes Weidenmuller en Marc Miralta (Naïve)
- 2003 Summer Times met Johannes Weidenmuller en Joe Chambers (Sunnyside)
- 2004 Out a Day (Nocturne) (reissue)
- 2005 A Week in Paris met Elisabeth Kontomanou, Stephane Belmondo, Rick Margitza, Darryl Hall en Dre Pallemaerts (Nocturne)
- 2009 Amsallem Sings (Fram), solo-piano en zang.
- 2014 Franck Amsallem Sings Vol. II met Sylvain Romano en Karl Jannuska (Fram)

### Als 'sideman'
- 1991 Toujours Michel Perez, met Ron Carter en Billy Drummond (Lazer/Instant Present 1009)
- 1991 Sous Verre Jean-Louis Almosnino & Nagette Haider met Jay Anderson en Adam Nussbaum (Lazer/Instant Present 1008)
- 1992 New York Stories Danny Gatton, met Bobby Watson, Joshua Redman en Roy Hargrove (Blue Note)
- 1995 Imaginary Time Tim Ries, met Randy Brecker, Ben Monder, Scott Colley en Joey Baron (Moo/Tokuma)
- 1996 Blue Note Then and Now met Jack Walrath, Bobby Watson, Judi Silvano, Tony Reedus en Jeff Andrews (Blue Note)
- 2000 Prism Quartet met Tim Ries, Michael Whitcombe, Matt Levy, Taimur Sullivan (Innova)
- 2006 Stones World Tim Ries, met Bernard Fowler, Fred Favarel, Thomas Bramerie en Charlie Watts (Sunnyside)
- 2007 Le Flirt de Satie Gerard Kleijn, met Paul Berner en Joost Kesselar
- 2009 New Life, David Prez, met Johannes Weidenmuller en Bill Stewart (Paris Jazz Underground)
- 2014 Keys Melanie Dahan, met Thomas Bramerie en Lukmil Perez (Backstage)

## Awards
- 1989: Fondation de la Vocation Award (Frankrijk)
- 1989: National Endowment for the Arts Fellowship to compose works for string orchestra.
- 1990: ASCAP Award For Young Composer
- 2010: FAJE Award (French American Jazz Exchange)